# Urtica magellanica
Urtica magellanica är en nässelväxtart som beskrevs av A. Jussieu och Jean Louis Marie Poiret. Urtica magellanica ingår i släktet nässlor, och familjen nässelväxter. Inga underarter finns listade i Catalogue of Life.